# Referéndum constitucional de Gambia de 1996
Un referéndum constitucional se llevó a cabo en Gambia, el 8 de agosto de 1996, tras el derrocamiento de Dawda Jawara por Yahya Jammeh en un golpe de Estado el 22 de julio de 1994. Se aprobó la nueva constitución, con la participación electoral del 86,9%.

## Antecedentes
Elegido en 1992, Dawda Jawara fue derrocado por el teniente Yahya Jammeh el 22 de julio de 1994. Desde entonces, Jammeh gobernaba por decreto como Presidente del instaurado Consejo Provisional de Gobierno de las Fuerzas Armadas, y toda actividad política fue severamente restringida. Jammeh prometió el retorno a un gobierno constitucional civil, y se elaboró una nueva constitución de corte altamente presidencialista.
La nueva constitución preveía un régimen multipartidista, pero la mayoría de los poderes quedaban concentrados en el presidente, el número de mandatos era ilimitado, y la edad para votar bajaba de 21 a 18. El referéndum fue organizado por la Comisión Electoral Independiente Provisional, con 441,732 votantes registrados.

## Resultados
| Elección                           | Votos   | %     |
| ---------------------------------- | ------- | ----- |
| A favor                            | 270.093 | 70.36 |
| En contra                          | 113.744 | 29.64 |
| Votos en blanco/inválidos          | 38      |       |
| Total                              | 383.875 | 100   |
| Votantes registrados/participación | 441.732 | 86.90 |
| Fuentes: Direct Democracy          |         |       |